# John Pemberton
Pour les articles homonymes, voir Pemberton et John Pemberton (homonymie).
John Stith Pemberton, né le 8 juillet 1831 et mort le 16 août 1888, est un pharmacien américain installé à Atlanta, États-Unis. Il est connu pour avoir inventé la recette du Coca-Cola.

## Biographie
John S. Pemberton est né le 8 juillet 1831 à Knoxville, en Géorgie. Il étudie à l'université de Macon en Géorgie (État) et en 1850, à dix-neuf ans, il obtient un diplôme en botanique et s'en sert pour pratiquer une thérapeutique alors en vogue créée par un herboriste-phytothérapeute, Samuel Thomson (appelée « médecine thomsonienne »). En 1855, il s'installe à Columbus et ouvre une boutique de produits médicaux (principalement des substances chimiques). Il participe à la guerre de l'Utah. Il obtient avant la Guerre de Sécession un graduate degree en pharmacie, mais aucun élément ne permet de savoir où et quand dans les archives de l'État.
En 1869, il devient Associé dans la Pemberton, Wilson, Taylor and Company, une société basée à Atlanta, et s'installe dans cette ville en 1870. Cette société créera de nombreuses pharmacies dans l'État. Son catalogue ne manque pas de références. Pemberton avait en effet mis au point des pilules Triplex pour le foie, de la liqueur de gingembre, le Stillinga pour les problèmes dermatologiques et Indian Queen, une teinture pour cheveux, sans oublier le sirop pour la toux Globe Flower « permettant de guérir » l'asthme et les saignements pulmonaires. Entre 1881 et 1887, il est l'un des membres de la commission d'attribution des licences de pharmaciens de l'État de Géorgie.
Vétéran de la guerre de Sécession, il a contracté une addiction à la morphine après des blessures durant cette guerre. Il est alors à la recherche d'une boisson qui pourrait lui permettre de se désintoxiquer progressivement. En 1885, il conçoit une boisson à base de vin français et de coca péruvien : le « French Wine Coca », peut-être inspiré de la recette du vin Mariani, un mélange de vin de Bordeaux et de feuille de coca créé en 1863 par le pharmacien corse Angelo Mariani. Mais, en 1886, la ville d'Atlanta impose la prohibition, qui entraîne l'interdiction du produit. Pemberton va alors chercher à remplacer le vin de son mélange, qui comporte désormais 8,46 mg de cocaïne,.

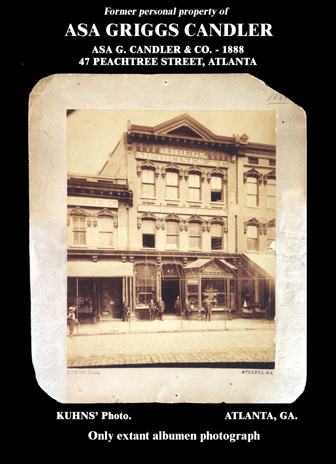
Pemberton et Candler devant la pharmacie Candler à Atlanta, le jour du rachat par Candler des actions restantes de Coca Cola Company à Pemberton (Kuhns' Photo, avril 1888).

En mai 1886, Pemberton découvre un nouveau sirop sans alcool, qu'il met en vente le 8 mai 1886, à la « soda fountain » d'une des principales officines d'Atlanta, la pharmacie Jacobs (Jacobs' Pharmacy,), tenue par Joseph Jacobs et située au sud de la ville, à l'angle des rues Peachtree et Marietta (Peachtree Street et Marietta Street) dans le quartier de Five Points. Franck M. Robinson, comptable de formation et fasciné par la publicité, trouve le nom de Coca-Cola : « Nous étions quatre associés et chacun de nous a proposé un nom. J'ai soumis le nom Coca-Cola et il a été adopté et utilisé ». Robinson dessine également le premier graphisme d'après l'idée de Pemberton du double C.
Cinq mois avant la naissance officielle de Coca-Cola, la Pemberton Chemical Company voit le jour. Dès 1887, la prohibition est annulée et Pemberton décide de reprendre la production de son French Wine Coca, laissant à son fils celle du Coca-Cola.
Le pharmacien meurt le 16 août 1888, peu après avoir vendu ses pharmacies entre 1887 et mars 1888 et la totalité des droits sur la marque Coca-Cola à ses anciens associés contre une royaltie de 5 cents le gallon.